# Пять (фильм, 1951)
«Пятеро» или «Пять» (англ. Five) — американский чёрно-белый независимый научно-фантастический постапокалиптический фильм 1951 года.

## Сюжет
Мир уничтожен ядерным катаклизмом. В живых остаются лишь пятеро: обычный житель Нью-Йорка, беременная женщина (рожает по ходу фильма), неонацист, афроамериканец и банковский клерк.
Майкл Рогин — в момент катастрофы находился в лифте внутри Эмпайр-стейт-билдинг, Розанна Роджерс — в экранированном рентгеновском помещении в больнице, Оливер П. Барнстейпл и Чарльз — в бронированном банковском хранилище. Все четверо в итоге собираются в домике в глуши, принадлежавшем тёте Розанны. Постепенно они кое-как уживаются друг с другом. Однажды четверо отправляются на прогулку на пляж, где обнаруживают пятого выжившего — Эрика, альпиниста, который во время ядерного удара находился на Эвересте. Он возвращался в США на самолёте, но ему немного не хватило топлива, и он рухнул в воду недалеко от берега. Тем временем Барнстейпл умирает, скорее всего от лучевой болезни, и их снова остаётся четверо.
Эрик быстро сеет раздор внутри коллектива. Он уверен, что все они «избранные», «невосприимчивые к радиации», поэтому предлагает организовать поисковую экспедицию в разрушенные крупные города, чтобы найти других таких же выживших, игнорируя мнение Майкла (ставшего неформальным лидером группы), что именно там радиация наиболее сильна. Также выясняется, что Эрик — расист, что видно по его отношениям с Чарльзом.
Идёт время. Розанна рожает мальчика, Майкл (именно он принимал роды) и Чарльз налаживают быт, а Эрик живёт как бы сам по себе, ненавидя их всех. Однажды он намеренно уничтожает часть урожая группы, прокатившись по засеянному полю на джипе, после чего Майкл приказывает Эрику покинуть их дом, однако тот достаёт пистолет и заявляет, что «уйдёт только тогда, когда будет готов».
Однажды вечером Эрик говорит Розанне, что собирается в город Ок-Ридж. Девушка соглашается составить ему компанию, так как именно там должен находиться её муж, о судьбе которого ей ничего не известно. Эрик крадёт часть припасов в дорогу, но его останавливает подозрительный Чарльз. Завязывается драка, в ходе которой Эрик убивает темнокожего.
В городе Эрик начинает мародёрство, а Розанна находит останки своего мужа в больнице. Она хочет вернуться к Майклу, но Эрик её не отпускает. Завязывается драка, в ходе которой выясняется, что у мужчины прогрессирующая острая лучевая болезнь. В отчаянии он убегает.
Девушка с младенцем отправляется обратно, по пути ребёнок умирает. Вскоре Розанну встречает Майкл, который отправился на её поиски. Они хоронят мальчика, возвращаются домой, Майкл молча продолжает возделывать землю, Розанна присоединяется к нему.

## В ролях
- Уильям Фиппс — Майкл Рогин
- Сьюзан Рубеш[англ.] — Розанна Роджерс
- Джеймс Андерсон[англ.] — Эрик, альпинист, неонацист
- Чарльз Лампкин — Чарльз, афроамериканец (впервые на экране)
- Эрл Ли — Оливер П. Барнстейпл, банковский клерк

## Производство
Бюджет фильма составил 75 000 долларов (ок. 798 000 долларов в ценах 2020 года). На протяжении всей ленты присутствуют только пятеро персонажей и никого больше. Все эти актёры являлись недавними выпускниками киношколы при Университете Южной Калифорнии и на тот момент были совершенно или практически неизвестны зрителю, но позднее приобрели немалую известность (кроме Эрла Ли): Уильям Фиппс — карьера с 1947 по 2000 год; Сьюзан Рубеш — с 1947 по 1999 год; Джеймс Андерсон — с 1941 по 1969 год; Чарльз Лампкин — с 1951 по 1988 год (впервые на экране).
Актёр Чарльз Лампкин попал в поле зрения Арча Оболера, когда тот читал стихотворение в прозе «Создание» из сборника «Тромбоны Бога» (1927) Джеймса Уэлдона Джонсона в какой-то лос-анджелесской радиопередаче. Оболер предложил Лампкину сняться в его фильме и прочитать здесь отрывок из этого стихотворения в виде солилоквия. Таким образом, «Пятеро», по всей видимости, стала первой лентой США, Латинской Америки и Европы, в которой открыто представлена афроамериканская литература (хотя в самой картине это не указывается).
Необычный дом, в котором происходит основная часть действия картины, являлся «гостевым домиком» на ранчо Арча Оболера и был «усовершенствован» для съёмок всемирно известным архитектором Фрэнком Ллойдом Райтом. Этот дом был расположен по адресу: 32436, шоссе Малхолланд, Малибу, Калифорния. Он был полностью уничтожен в ноябре 2018 года пожаром Вулси.

## Показ, критика
Дистрибьютором фильма выступила кинокомпания Columbia Pictures. Премьера состоялась 25 апреля 1951 года.
«Пятеро» стал первым американским фильмом, который рекламировал свою премьеру на телевидении и первым, в котором использовалась магнитная плёнка для записи живого звука на съёмочной площадке. Тем не менее сборы ленты стали весьма скромными: 49-е место в списке самых кассовых фильмов США 1951 года.
- Босли Краузер, The New York Times. «Персонажи мешают фильму так же, как и тёплая сюжетная линия, созданная Арчи Оболером[англ.]… Пятеро человек, которых он выбрал, чтобы возродить человеческую расу, настолько безрадостны, банальны и вообще статичны, что вызывают мало интереса к своей судьбе. Более того, мистер Оболер вообразил, что им так мало нужно делать в их пугающе уникальном положении, что из наблюдения за ними ничего нельзя узнать. С таким же успехом мистер Оболер мог бы показать пятерых потерпевших кораблекрушение на необитаемом острове»[5].
- Роберт Осборн[англ.], TCM. «„Пятеро“ является первым фильмом, показывающим последствия всемирной ядерной катастрофы».
- Шон Эксмейкер, TCM. «При всех его бюджетных ограничениях это поразительно атмосферный и красивый фильм, и Оболер создаёт жуткое чувство изоляции простыми методами».